# Avecms
AVE.CMS — вебфреймворк. Система для розгортання (створення) сайтів зі складною структурою..
Написана мовою програмування PHP з використанням бази даних MySQL та шаблонізатором Smarty. Розповсюджується за вільною ліцензією GNU GPL.

## Історія
Історія AVECMS почалася більше 12 років тому з пропрієтарної німецької системи cpengine. Розробники покинули свою роботу і зосередилися на іншому продукті. Системою cpengine зацікавилися кілька розробників з країн колишнього СРСР, які переписали ядро, залишивши тільки саму ідею -- мітку (тег, шорткод), яка виконує закладену в неї задачу, наприклад, вивід блоку тексту, анонсів з документів тощо. А також такий інструмент, як "запит", який дозволяє за допомогою графічного інтерфейсу описати вибірку, яку потрібно зробити, наприклад, вивести анонси кількох пов'язаних між собою документів.

## Недоліки
- Неадаптивна адмін-панель;
- Неперехрестна мультимовність. Хоча документ іншою мовою і прив'язується до документа основною мовою, це є номінальним. З цього слідує і ще один недолік -- неможливо створити документ іншою мовою, не створюючи документ основною;
- Величезний вибір можливостей занадто розслабляє девелоперів і вони часто-густо роблять прості речі дуже неординарними методами;
- Відсутність офіційної документації. Багато хто з розробників писав чи пише свою документацію, але її треба довго шукати.

## Переваги
- Багатий базовий функціонал системи. Хлібні крихти, версія для друку, навігація (меню), сніпети (можливість одразу з адмін-панелі створювати вставки коду, у тому числі і на php), sitemap.xml тощо;
- Потужний вбудований інструмент - "запити", за допомогою якого можна зв'язувати, сортувати та робити вибірки з різних документів;
- Велика кількість додаткових модулів: коментарі, питання-відповідь, карта сайту, меню, контактні форми, пошук, розсилка новин, галереї, коментарі, кошик тощо;
- Український переклад адмін-панелі;
- Шаблонна система з використанням "міток" (тегів, шорткодів) без використання нативного php-коду. Приклад: [tag:sitename] -- виведе назву сайту;
- Але є можливість використання php-коду, так і можливість заборони на його використання у шаблонах;
- Можливість редагувати основний шаблон і шаблон рубрик безпосередньо в адмін-панелі;
- Вбудований редактор коду з підсвіткою;
- Field (поля) - можливість налаштувати фрагмент шаблону. Наприклад, поле "багаторядкове" - блок з візуальним редактором, чи поле "зображення (мега)" - блок з фотогалереєю тощо;
- Можливість створення необмеженої кількості сторінок, можливість зв'язувати їх між собою, що дозволяє створювати ланцюжки сторінок, на кшталт: головна-сторінка/категорія/підкатегорія/сторінка;
- Відкладена публікація;
- Візуальний редактор CKEditor[en];
- Гнучке налаштування прав адміністраторів;
- Автогенерація ЛЗУ та можливість кастомізації url (СЕО-оптимізована система);
- Якісно зроблене кешування;
- Можливість створення віджетів (сніпетів) для вставки у документ, шаблон рубрики чи шаблон сайту, у тому числі візуальних;
- Можливість швидкого створення бекапу та відновлення його;
- Розлоге API;
- Швидка робота самого сайту;
- GNU GPL